# Gromada w Pannie

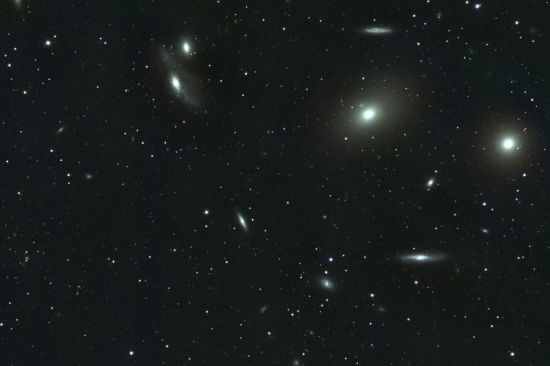
Gromada galaktyk w Pannie

Usytuowanie gromady galaktyk w Pannie

Gromada w Pannie (lub Gromada galaktyk w Pannie, łac. Virgo) – masywna gromada galaktyk w centrum Supergromady Lokalnej o średnicy 15 mln lat świetlnych. Znajduje się w obrębie gwiazdozbiorów Panny i Warkocza Bereniki. Odległość do centrum gromady wynosi około 53,8 miliona lat świetlnych (16,5 Mpc).

## Galaktyki Gromady w Pannie
Gromada ta zawiera około 2000 galaktyk różnych typów, jej szacunkowa masa wynosi biliard mas Słońca. Największe z nich to: Messier 90 (średnica galaktyki 160 tys. lat świetlnych), Messier 86 (155 tys.), Messier 49 (150 tys.), Messier 98 (150 tys.), NGC 4438 (130 tys.), Messier 87 (125 tys.), NGC 4212 (120 tys.), Messier 100 (115 tys.), NGC 4762 (115 tys.), Messier 60 (110 tys.), Messier 85 (105 tys.), NGC 4526 (105 tys.), NGC 4535 (105 tys.), Messier 88 (100 tys.).
Około 30 galaktyk ma wielkość gwiazdową nie większą niż 10,5m.
| Galaktyka       | Typ    | m_V    |
| --------------- | ------ | ------ |
| NGC 4192 = M98  | SbI-II | 10m,13 |
| NGC 4216        | SbII   | 9m,98  |
| NGC 4254 = M99  | ScI    | 9m,84  |
| NGC 4303 = M61  | ScI    | 9m,67  |
| NGC 4321 = M100 | ScI    | 9m,37  |
| NGC 4365        | E2     | 10m,5  |
| NGC 4374 = M84  | S0     | 9m,27  |
| NGC 4382 = M85  | S0     | 9m,22  |
| NGC 4406 = M86  | S0     | 9m,18  |
| NGC 4429        | S0     | 10m,16 |
| NGC 4438        | SBa    | 10m,08 |
| NGC 4442        | E5p    | 10m,48 |
| NGC 4450        | Sb     | 10m,12 |
| NGC 4459        | E2     | 10m,40 |
| NGC 4472 = M49  | E4     | 8m,37  |

| Galaktyka         | Typ   | m_V    |
| ----------------- | ----- | ------ |
| NGC 4473          | E4    | 10m,22 |
| NGC 4477          | S(B)a | 10m,42 |
| NGC 4486 = M87    | E1    | 8m,62  |
| NGC 4501 = M88    | Sb+I  | 9m,52  |
| NGC 4526          | E7    | 9m,64  |
| NGC 4535          | S(B)c | 9m,82  |
| NGC 4548 = M91(?) | SBb   | 10m,19 |
| NGC 4552 = M89    | E0    | 9m,81  |
| NGC 4569 = M90    | Sb+   | 9m,48  |
| NGC 4579 = M58    | Sb    | 9m,78  |
| NGC 4596          | SBa   | 10m,48 |
| NGC 4621 = M59    | E3    | 9m,79  |
| NGC 4654 = IC3708 | ScII  | 10m,46 |
| NGC 4649 = M60    | E1    | 8m,83  |
| NGC 4762          | SB0   | 10m,22 |

## Gromady kuliste
W trakcie badań prowadzonych przy użyciu Kosmicznego Teleskopu Hubble’a w Gromadzie w Pannie odkryto również ponad 11 000 gromad kulistych powiązanych z galaktykami gromady. Wiek większości z nich wynosi około 5 miliardów lat. Gromady te należą do około 100 galaktyk gromady, a zostały zaobserwowane w galaktykach o różnych rozmiarach, kształtach i jasności, nie wyłączając nawet galaktyk karłowatych. Zaobserwowano też, że galaktyki karłowate znajdujące się najbliżej zatłoczonego centrum gromady zawierają więcej gromad kulistych niż te bardziej oddalone.
Astronomowie odkryli też ogromną liczbę gromad kulistych w większości galaktyk karłowatych oddalonych o 3 miliony lat świetlnych od centrum gromady, w pobliżu olbrzymiej galaktyki eliptycznej Messier 87. Liczba gromad kulistych należących do tych galaktyk karłowatych mieściła się w przedziale od kilku do kilkunastu tuzinów. Była jednak zadziwiająco wysoka biorąc pod uwagę niskie masy tych galaktyk. Równocześnie nie znaleziono żadnych lub znaleziono zaledwie kilka gromad kulistych w galaktykach odległych 130 tysięcy lat świetlnych od Messier 87, co sugeruje, że gigantyczna galaktyka eliptyczna wchłonęła gromady kuliste z tych małych galaktyk.